# خط لوله باکو-تفلیس-جیحان
خط لوله باکو-تفلیس-جیحان، (به انگلیسی: Baku–Tbilisi–Ceyhan pipeline) خط لوله انتقال نفت خام بطول ۱٫۷۶۸ کیلومتر است، که از میدان نفتی آذری-چیراگ-گونشلی در دریای کاسپین آغاز شده و تا دریای مدیترانه ادامه دارد.
این خط لوله، شهر باکو در جمهوری آذربایجان را، به تفلیس در گرجستان متصل کرده و تا شهر جیحان، ترکیه در سواحل دریای مدیترانه ادامه دارد.

## تاریخچه
جمهوری آذربایجان بعد از فروپاشی شوروی برای صادرات نفت خود سه گزینه پیش روی خود می‌دید. توسعه مسیر شمالی از خاک روسیه، انتخاب مسیر جنوبی از طریق ایران و راهبرد خطوط لوله چندگانه و متنوع. جمهوری آذربایجان راهبرد خطوط لوله چندگانه را انتخاب کرد که مورد تأیید و حمایت ایالات متحده آمریکا واقع شد و در نتیجه آن انحصار یک کشور در صادرات منابع انرژی دریای خزر نیز شکسته شد. اتخاذ این راهبرد به تأسیس خط لوله نفتی باکو-تفلیس-جیهان انجامید که در سال ۲۰۰۵ مورد بهره‌برداری قرار گرفت و ظرفیت حمل آن بیش از یک میلیون بشکه در روز است.
این پروژه عظیم پیامدهایی برای سه کشور دخیل در پروژه و همچنین کشورهای همسایه دارد. در مقاله پیش رو به بررسی پیامدهای اقتصادی و سیاسی این پروژه برای آذربایجان خواهیم پرداخت.
احداث خط لوله باکو-تفلیس-جیهان تصمیمی استراتژیک برای جمهوری آذربایجان در جهت رفع وابستگی به قلمرو ایران و روسیه در صادرات نفت محسوب می‌شود. علی‌رغم پیش‌بینی‌هایی که این احداث خط لوله را غیر عملی و ناممکن می‌دانستند این پروژه با موفقیت به پایان رسید. در نتیجه این پروژه، روابط آذربایجان با اروپا، ترکیه و گرجستان تقویت شد و جمهوری آذربایجان توانست با اعتماد به نفس بیشتری در روابط داخلی و خارجی عمل کند.

## پیامدهای اقتصادی
آذربایجان، به عنوان طرف اصلی این پروژه از منافع اقتصادی سرشار این پروژه بهره برده و افزایشی چند برابری را در تولید ناخالص ملی خود تجربه کرده‌است. بر طبق بررسی بریتیش پترولیوم در سال ۲۰۱۵ در نتیجه این پروژه تعداد ۲۷۳۵ نفر از اهالی آذربایجان به کار مشغول شدند. علاوه بر آن، شرکت بریتیش پترولیوم وعده داده بود از کالاها و خدمات محلی به شرط داشتن استانداردهای لازم استفاده کنند. دو عاملی که در موفقیت و عملیاتی شدن این پروژه دخیل بودند عبارت بودند از لابی دیپلمات‌های آمریکایی و همچنین قیمت بالای نفت در آن زمان. بریتیش پترولیوم سهام دار عمده این پروژه بوده و ۷۰ درصد پروژه نیز از طریق وام‌های بین‌المللی تأمین اعتبار شده‌است.

## پیامدهای سیاسی
در عرصه سیاسی، خط لوله باکو-تفلیس-جیهان در باعث شد جمهوری آذربایجان با استقلال بیشتری و نگرانی کمتر از فشارهای خارجی به کنشگری بپردازد. با داشتن اروپایی‌ها و آمریکایی‌ها به عنوان حامیان و شرکای تجاری، جمهوری آذربایجان با اطمینان خاطر بیشتری در عرصه بین‌المللی به فعالیت بپردازد. بر خلاف گرجستان و ارمنستان که به ترتیب متکی بر ایالات متحده و روسیه هستند آذربایجان کار سختی برای موازنه بین روسیه و ایالات متحده پیش رو ندارد. در آسیای میانه فقط قزاقستان و ازبکستان در این زمینه شرایطی مشابه با آذربایجان دارند.
این پروژه اقتصادی پیامدهای سیاسی با خود به همراه داشت و کشورهای دخیل در این پروژه که خط بلوله از آن‌ها عبور می‌کند درآمدهای سرشاری کسب کردند. عبور نکردن خط لوله از روسیه و ایران نیز تأثیر قابل توجهی در کاهش وابستگی جمهوری آذربایجان به این دو کشور داشت. علی‌رغم تغییر دولت‌ها، تزلزلی در تعهد سه کشور دخیل به این پروژه ایجاد نشد.

### تشدید غرب‌گرایی جمهوری آذربایجان
آذربایجان و گرجستان هم در زمینه اقتصادی و هم سیاسی به دنبال آن هستند که کمتر تحت تأثیر روسیه قرار بگیرند؛ بنابراین از شراکت با اروپایی‌ها و آمریکایی‌ها استقبال می‌کنند. علاوه بر آن، پروژه خط لوله باکو-تفلیس-جیهان باعث توانمند شدن نظامی جمهوری آذربایجان خواهد شد. از همین رو، انتظار می‌رود موازنه قدرت دستخوش تغییر گردد. هر دو کشور همکاری‌های خودشان با غرب را گسترش داده و به دنبال عضویت در ساختارهای اروپایی هستند. هر چند باید توجه داشت که ظاهراً تمایل به غرب بیشتر در بین قشر تحصیل کرده دیده می‌شود تا عموم مردم جمهوری آذربایجان. با داشتن درآمدهای سرشار نفتی و سرمایه‌گذاری‌های خارجی، به نظر می‌رسد الهام علی اف نیاز چندانی به ایجاد اصلاحات سیاسی و اقتصادی احساس نکند. علاوه بر آن، جمهوری آذربایجان از تمایل ایالات متحده به حضور نظامی در خاک خودش به دلیل هم جواری با ایران آگاه است. بعد از پیوستن به اتحادیه اروپا در سال ۲۰۰۱ اروپایی‌ها به امور داخلی آذربایجان حساس شدند. اتحادیه اروپا به روند انتقال قدرت در سال ۲۰۰۳ و روی کار آمدن الهام علی اف مشکوک است. با این وجود، مقامات حاکم ادعا و افتخار می‌کنند که دموکراسی را در جمهوری آذربایجان برقرار کرده‌اند.